# ルドルフ・シュトレビンガー
ルドルフ・シュトレビンガー（Rudolf Ströbinger、1931年3月5日 - 2005年12月1日）は、チェコ系ドイツ人のジャーナリスト、評論家、著述家。

## 経歴
ルドルフ・シュトレビンガーは、チェコスロバキアの南モラヴィア地方ミリーチョヴィツェに生まれた。プラハ・カレル大学で歴史を専攻し博士号を取得した後、1968年までプラハの日刊紙『リドヴァ・デモクラチエ』の副編集長を務めた。
1968年の「プラハの春」に対する弾圧に際しては、チェコのジャーナリストとして初めて全面的に出版を禁止された。このため、妻のヴェラ・シュトレービンガーと当時8歳の娘とともに西ドイツへ亡命した。シュトレビンガーは一時、ケルンのドイチェ・ヴェレでチェコスロバキアの編集チームの責任者を務めていた。
シュトレビンガーはドイツ語圏の亡命作家のための国際PENセンター(Exil-PEN クラブ) の会長を22年間務めた。
シュトレビンガーは、政治と現代史を扱った約20冊の本を出版した。著書『ワレンベルグの謎』『スターリン、赤軍を斬首―トゥハチェフスキー事件』（日本語版題名『赤軍大粛清』）『モルダウでの運命の年』は国際的に知られている。
2002年、その功績により功労十字小綬章を受章した。
2005年12月1日、ケルン時代から長年妻と暮らしていた東フリースラントのハーゲで病気のため死去した。

## 著書
- 『クーデターの解剖学 新しい世界革命への道』Edition Interfrom AG Zurich、1977年、Verlag A.Fromm、ISBN 3-7201-5098-4
- 『赤い植民地主義：東側ブロックの少数民族』1981年、ISBN 3-7201-5131-X
- 『ワレンベルグの謎』Burg Verlag Stuttgart 1982年、ISBN 3-922801-99-4
- 『クーデターの解剖学 新しい世界革命への新しい道』、1982年から、ISBN 3-7201-5098-4
- 『書記長殺害：スターリン最大の見世物裁判 プラハのスランスキー裁判』1983年、ISBN 3-922801-39-0
- 『プラハ周辺のポーカー エディション・インターフォーム』1985年、ISBN 3-7201-5181-6
- 『モルダウでの運命の年：チェコスロバキア―共和国の70年』1988年、ISBN 3-7201-5181-6
- 『スターリン、赤軍を斬首』ウルスタイン、1992年、ISBN 3-548-33164-5
  - 『赤軍大粛清』守屋純 訳、学習研究社、2001年、ISBN 4059020419